# 한복진
한복진(1952년 10월 17일 - )은 대한민국의 요리연구가이자 대학교수이다.  국가무형문화재 제38호<조선왕조궁중음식> 기능보유자이며 한국음식연구가인 황혜성 교수의 셋째딸. 이화여자대학교 가정대학 학사, 고려대학교식품공학 석사, 한양대학교 식품영양학 박사를 취득하였다.  <조선왕조 궁중음식> 기능이수자이며, 국가기술자격 “조리기능장”이다. 한림성심대학, 전주대학교 조리학과 교수로 30년간 재직하였고, 현재 청강문화산업대학교 석좌교수로 재직하고 있다. 저서 30여권과 연구논문 50여편이 있다. 

## 저서
- <전통음식>, <팔도음식>, 대원사.1989
- <종가집 시어머니 장 담그는 법>, 도서출판 둥지.1995
- <한국사 권34> -민속과 의식주, 국사편찬위원회.1995
- <태교음식>, 도서출판 둥지.1996
- <궁중의 식생활, 사찰의 식생활>, 한국음식문화대관 제6권, 한국문화재보호재단.1997
- <우리가 정말 알아야할 우리음식 백가지> 1. 2권, 현암사.1998
- <세계의 음식문화>, 광문각.1999
- <다시 보고 배우는 음식디미방>, 궁중음식연구원.1999
- <쉽게 맛있게 아름답게 만드는 한과>, 궁중음식연구원.2000
- <해외여행가서 꼭 먹어야 할 음식 130가지>, 시공사.2000
- <한국사 권44, 권51> -의식주생활의 변화, 민속과 의식주, 국사편찬위원회.2000
- <한국 민속의 세계 3권 식생활>, 고려대학교 민족문화연구소.2000
- <한국민족문화대백과사전>, “궁중음식”, “향토음식”, 한국정신문화연구원.2000
- <다시 보고 배우는 조선무쌍신식요리제법>, 궁중음식연구원.2001
- <우리생활 100년․음식>, 방일영문화재단 한국문화예술총서, 현암사.2001
- <조선왕조궁중음식>, 화산문화.2002
- <국역 증보산림경제>, 신광출판사.2003
- <식의 문화 -식의 정보화>, 광림각.2004
- <조선시대 궁중의 식생활문화>, 서울대학교출판부.2005(*2005년 대한민국학술원 우수학술도서)
- <우리음식의 맛을 만나다>, 서울대학교 출판문화원.2009
- <한국음식문화와 콘텐츠>, 글누림.2009
- <3대가 쓴 한국의 전통음식>, 교문사.2010
- <한국인의 장>, 교문사.2013
- <조선왕실의 식탁>, (재)한식재단.2013
- <근대 한식의 풍경>, (재)한식재단.2013
- <음식고전>, 현암사.2016   (*2016년 세종도서 선정)
- <일본의 식문화사>(역서), 이시게나오미치 원저, 어문학사.2017
- <음식문화를 말하다>(역서), 이시게나오미치 원저, 컬쳐그래퍼.2017